# Legio III Parthica
Legio tertia Parthica (Treća partska legija) bila je rimska legija - jedna od tri koje je rimski car Septimije Sever osnovao 197. godine radi pohoda na Partsko Carstvo - zbog čega je dobila nadimak (cognomen) Parthica. Legija je nakon toga sve vrijeme provela na Istoku, a posljednji se put spominje početkom 5. stoljeća.

## Povezani članak
- popis rimskih legija

## Vanjske poveznice
- Roma Victrix account  Arhivirana inačica izvorne stranice od 22. listopada 2006. (Wayback Machine)